# 2017-es angol labdarúgó-szuperkupa
A 2017-es angol labdarúgó-szuperkupa, más néven az FA Community Shield 95. kiírása ; egy labdarúgó mérkőzés a 2016–17-es angol bajnokság és a 2016–17-es FA-Kupa győztese között. A mérkőzést a londoni Wembley Stadionban rendezték 2017. augusztus 6-án, a két résztvevő a 2016-17-es Premier League bajnoka, a Chelsea, és a 2016-17-es FA-Kupa győztese, az Arsenal volt. A büntetőpárbaj alatt az újfajta rendszert tesztelte a nemzetközi szövetség, amely során az első rugó után kétszer is az ellenfél végezhet el tizenegyest,ezzel csökkentve az "A" csapat lélektani előnyét.Az eredmény nem hozott forradalmi áttörést.
2017. június 23-án bejelentették, hogy a bevételt a leégett Grenfell-torony áldozatainak a családjai kapják.  A párharc párosítása megegyező volt a 2017-es Fa-kupa döntőéjével. A kupát az Arsenal nyerte.

## A mérkőzés

### Részletek
| 2017. augusztus 6. 15:00 CEST |

| Arsenal                                   | 1–1         | Chelsea                |
| ----------------------------------------- | ----------- | ---------------------- |
| Kolašinac 82'                             | Jegyzőkönyv | Moses 46'              |
| Büntetőpárbaj                             |             |                        |
| Walcott Monreal Oxlade-Chamberlain Giroud | 4–1         | Cahill Courtois Morata |

| Wembley Stadion, London Nézőszám: 83,325 Játékvezető: Bobby Madley |

| Arsenal | Chelsea |

| GK            | 33 | Petr Čech               |     |     |
| CB            | 16 | Rob Holding             |     |     |
| CB            | 4  | Per Mertesacker (c)     |     | 33' |
| CB            | 18 | Nacho Monreal           |     |     |
| RM            | 24 | Héctor Bellerín         | 16' |     |
| CM            | 35 | Mohamed en-Neni         |     |     |
| CM            | 29 | Granit Xhaka            |     |     |
| LM            | 15 | Alex Oxlade-Chamberlain |     |     |
| AM            | 17 | Alex Iwobi              |     | 67' |
| AM            | 23 | Danny Welbeck           |     | 87' |
| CF            | 9  | Alexandre Lacazette     |     | 66' |
| cserék:       |    |                         |     |     |
| GK            | 13 | David Ospina            |     |     |
| DF            | 31 | Sead Kolašinac          |     | 33' |
| MF            | 61 | Reiss Nelson            |     | 87' |
| MF            | 69 | Joe Willock             |     |     |
| MF            | 30 | Ainsley Maitland-Niles  |     |     |
| FW            | 12 | Olivier Giroud          |     | 66' |
| FW            | 14 | Theo Walcott            |     | 67' |
| Menedzser:    |    |                         |     |     |
| Arsène Wenger |    |                         |     |     |

| GK            | 13 | Thibaut Courtois    |     |     |
| CB            | 28 | César Azpilicueta   | 13' |     |
| CB            | 30 | David Luiz          |     |     |
| CB            | 24 | Gary Cahill (c)     |     |     |
| RM            | 15 | Victor Moses        |     |     |
| CM            | 4  | Cesc Fàbregas       |     |     |
| CM            | 7  | N'Golo Kanté        |     |     |
| LM            | 3  | Marcos Alonso       | 35' | 79' |
| AM            | 22 | Willian             | 37' | 82' |
| AM            | 11 | Pedro               | 80′ |     |
| CF            | 23 | Michy Batshuayi     |     | 74' |
| Cserék:       |    |                     |     |     |
| GK            | 1  | Wilfredo Caballero  |     |     |
| DF            | 2  | Antonio Rüdiger     |     | 79' |
| DF            | 27 | Andreas Christensen |     |     |
| MF            | 17 | Charly Musonda      |     | 82' |
| MF            | 36 | Kyle Scott          |     |     |
| MF            | 38 | Jeremie Boga        |     |     |
| FW            | 9  | Álvaro Morata       |     | 74' |
| Menedzser:    |    |                     |     |     |
| Antonio Conte |    |                     |     |     |

## Lásd még
- 2016–2017-es angol labdarúgó-bajnokság (első osztály)
- 2016–2017-es angol labdarúgókupa